# 潔蒂·瓊斯
潔蒂·露易絲·瓊斯，OBE（1993年3月21日—）是一名出身英國威爾斯的女子跆拳道運動員。曾於2012和2016年奧運會在女子57公斤類別跆拳道比賽獲得金牌。同時她是英國第一位跆拳道奧運會金牌得主。
她的綽號是“The Headhunter”，因為她更喜歡嘗試從對手的頭部而不是身體上得分。